# Cantone di Périgord central
Il Cantone di Périgord central è una divisione amministrativa dell'arrondissement di Bergerac e dell'arrondissement di Périgueux.
È stato costituito a seguito della riforma approvata con decreto del 21 febbraio 2014, che ha avuto attuazione dopo le elezioni dipartimentali del 2015.

## Composizione
Comprendeva inizialmente 38 comuni, ridottisi poi dal 1º gennaio 2016 ai seguenti 37 per effetto della fusione dei comuni di Sainte-Alvère e Saint-Laurent-des-Bâtons a formare il nuovo comune di Sainte-Alvère-Saint-Laurent-les-Bâtons:
- Beauregard-et-Bassac
- Beleymas
- Bourrou
- Breuilh
- Campsegret
- Cendrieux
- Chalagnac
- Clermont-de-Beauregard
- Creyssensac-et-Pissot
- Douville
- Église-Neuve-de-Vergt
- Église-Neuve-d'Issac
- Fouleix
- Grun-Bordas
- Issac
- Lacropte
- Laveyssière
- Limeuil
- Maurens
- Montagnac-la-Crempse
- Paunat
- Sainte-Alvère-Saint-Laurent-les-Bâtons
- Saint-Amand-de-Vergt
- Saint-Georges-de-Montclard
- Saint-Hilaire-d'Estissac
- Saint-Jean-d'Estissac
- Saint-Jean-d'Eyraud
- Saint-Julien-de-Crempse
- Saint-Martin-des-Combes
- Saint-Maime-de-Péreyrol
- Saint-Michel-de-Villadeix
- Saint-Paul-de-Serre
- Salon
- Trémolat
- Vergt
- Veyrines-de-Vergt
- Villamblard